# Ferdinand Scherf
Ferdinand Scherf (* 1943 in Mayen) ist ein deutscher Lehrer und Historiker. Er war von 1970 bis 2007 Lehrer am Rabanus-Maurus-Gymnasium in Mainz und Herausgeber lokalhistorischer Werke.

## Leben und Wirken
Nach dem Studium der Geschichte und Germanistik in Bonn und Mainz begann Scherf im Februar 1970 seine Laufbahn als Lehrer für Geschichte und Deutsch am Rabanus-Maurus-Gymnasium, dessen stellvertretender Schulleiter er 1986 wurde und an dem er bis zu seiner Verabschiedung 2007 blieb. Seinem Engagement ist es zu verdanken, dass das Rabanus-Maurus-Gymnasium neunmal Bundessieger im seit 1973 stattfindenden vom deutschen Bundespräsidenten ausgeschriebenen „Bundeswettbewerb Geschichte“ wurde.
Scherf ist im Mainzer Altertumsverein tätig. Mit seinem Kollegen Helmut Link veröffentlichte er zwei Schriften „Begegnungen mit dem Judentum“. 1996 begann mit Franz Dumont und Friedrich Schütz die editorische Arbeit an einer Gesamtdarstellung der Mainzer Stadtgeschichte. Ihr Erscheinen 1998 füllte eine Lücke in der Dokumentation der Stadtgeschichte.

## Auszeichnungen
Aufgrund seiner Verdienste als langjähriger Tutor des Geschichtswettbewerbs des Bundespräsidenten wurde Ferdinand Scherf 2007 mit dem Bundesverdienstkreuz am Bande ausgezeichnet.

## Schriften
- mit Franz Dumont und Friedrich Schütz: Mainz – Die Geschichte der Stadt. Zabern, Mainz 1998 ISBN 3-8053-2000-0
- mit Franz Dumont: Mainz – Menschen, Bauten, Ereignisse: Eine Stadtgeschichte, Zabern, Mainz 2010 ISBN 978-3-8053-4247-6
- Gymnasium Moguntinum 70, 2007. Blätter des Freundes und Förderkreises des Rabanus-Maurus-Gymnasiums Mainz.
- mit M. Hensel-Grobe und F. Dumont (Hrsg.): Rabanus-Maurus-Gymnasium Mainz – Die Geschichte der Schule. Rutzen, Ruhpolding, Mainz 2007.